# Primi ministri di Barbados
Lista di Primi ministri di Barbados dal 1953 all'attualità.
Dal 30 novembre del 2021 il titolo è Primo ministro della Repubblica di Barbados.

## Lista

### Premier
- Grantley Herbert Adams - dal 1º febbraio 1953 al 17 aprile 1958
- Hugh Gordon Cummins - dal 17 aprile 1958 all'8 dicembre 1961
- Errol Barrow - dall'8 dicembre 1961 al 30 novembre 1966

### Primi ministri
- Errol Barrow dal 30 novembre 1966 all'8 settembre 1976
- John "Tom" Adams - dall'8 settembre 1976 all'11 marzo 1985[1]
- Bernard St. John - dall'11 marzo 1985 al 29 maggio 1986
- Errol Barrow - dal 29 maggio 1986 al 1º giugno 1987[1]
- Lloyd Erskine Sandiford - dal 1º giugno 1987 al 7 settembre 1994
- Owen Arthur - dal 7 settembre 1994 al 16 gennaio 2008
- David Thompson - dal 16 gennaio 2008 al 23 ottobre 2010[1]
- Freundel Stuart - dal 23 ottobre 2010 al 25 maggio 2018
- Mia Mottley - dal 25 maggio 2018 al 30 novembre 2021

### Primi ministri della Repubblica (2021-)
| Immagine | Nominativo  | Durata del mandato           | Partito                       |
| -------- | ----------- | ---------------------------- | ----------------------------- |
|          | Mia Mottley | 30 novembre 2021 - in carica | Partito Laburista di Barbados |